# Max von Guilleaume
Hubert Julius Maximilian „Max“ von Guilleaume (* 16. Februar 1866 in Cöln; † 15. Juni 1932 in Remagen) war ein deutscher Unternehmer und Sportler.
Max von Guilleaume stammte aus der gleichnamigen Unternehmerfamilie, die durch die Seilerei Felten & Guilleaume bekannt wurde. Er erwarb den Gutshof im Calmuth-Tal bei Remagen, der ehemals ein Hof der Benediktiner-Propstei Apollinarisberg war. Im Jahr 1900 wurde er nobilitiert. Das bescheidene Haus ließ Guilleaume bis 1911 nach Entwürfen von Otto March aufwändig um- und ausbauen. Das repräsentative Herrenhaus wurde Schloss Calmuth genannt. Zudem erwarb er 1907 in Remagen Schloss Marienfels und renovierte es anschließend.
Von Guilleaume war ein Pionier des Automobilsports. Er nahm mit dem in Großbritannien gebauten Schoner Clara unter anderem an der Segelregatta Emperor's Cup zwischen Dover und Helgoland teil. Bei den Olympischen Spielen 1900 in Paris startete er als Gespannfahrer mit einem Vierspänner, der laut einem Bericht der Zeitschrift La Vie au grand air Kaiser Wilhelm II. gehörte und 50.000 Reichsmark gekostet hatte.
Nach dem Tod seiner Frau Clara im Jahre 1930 zog sich Max von Guilleaume geschäftlich und sozial zurück und beging auf der Veranda seines Hauses Suizid. Es wird vermutet, dass neben der Depression über den Tod seiner Frau auch finanzielle Probleme nach der Weltwirtschaftskrise zu seinem Selbstmord führten.
Einer seiner Söhne war der Automobilrennfahrer und Motorsportfunktionär Paul von Guilleaume.